# (9834) Kirsanov
(9834) Kirsanov est un astéroïde de la ceinture principale.

## Description
(9834) Kirsanov est un astéroïde de la ceinture principale. Il fut découvert le 14 octobre 1982 à Naoutchnyï par Lioudmila Karatchkina. Il présente une orbite caractérisée par un demi-grand axe de 3,02 UA, une excentricité de 0,08 et une inclinaison de 8,8° par rapport à l'écliptique.

## Compléments